# Kovtunivka, Icinea
Kovtunivka (în ucraineană Ковтунівка) este un sat în comuna Ivanîțea din raionul Icinea, regiunea Cernihiv, Ucraina.

## Demografie
Componența lingvistică a localității Kovtunivka
     Ucraineană (95,4%)
     Rusă (4,6%)
Conform recensământului din 2001, majoritatea populației localității Kovtunivka era vorbitoare de ucraineană (95,4%), existând în minoritate și vorbitori de rusă (4,6%).